# Geschiedenis van de Nederlandse publieke omroep
De publieke radio kwam politiek gezien tot stand door het Zendtijdbesluit van 1930. Al voor dit zendtijdbesluit, namelijk vanaf 1924, was de eerste omroep in de lucht gegaan. De publieke televisie was na lange debatten in de Tweede Kamer voor het eerst officieel te zien op 2 oktober 1951.

## Oprichting omroepen
De geschiedenis van de Nederlandse omroep begint in 1919. Dan gaat het eerste Nederlandse radioprogramma de ether in. Initiatiefnemer en presentator was omroeppionier Hanso Schotanus à Steringa Idzerda, die de uitzending vanuit zijn woning in Den Haag verzorgt.

### Eerste omroepen

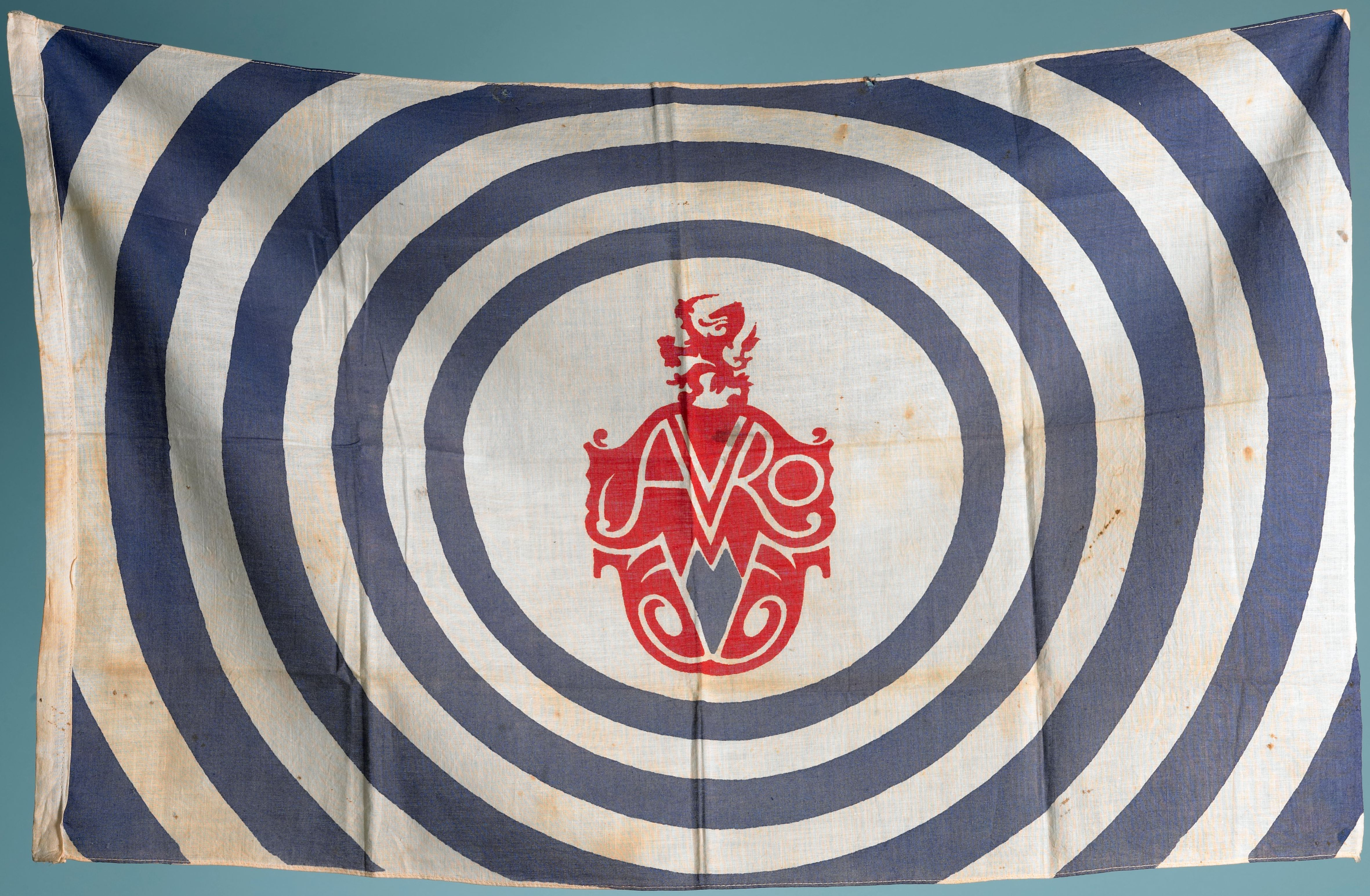
Vlag met het logo van de AVRO erop.

Vanaf 1923 begint ook de door de Nederlandsche Seintoestellen Fabriek (NSF) in Hilversum opgerichte Hilversumsche Draadlooze Omroep (HDO) uit te zenden. In het najaar van 1924 beginnen de protestanten een eigen radio-omroep, de NCRV. In november 1925 volgen de KRO en de VARA en medio 1926 de VPRO. De HDO ging in 1928 over in de AVRO.
In 1930 komt het radioreglement; machtigingen aan omroeporganisaties worden slechts verleend wanneer deze kunnen aantonen dat zij een eigen stroming in de maatschappij vertegenwoordigen. De VPRO was principieel tegen een verzuild bestel en streefde naar een nationale omroep. In het zendtijdbesluit werd geregeld dat de zendtijd werd verdeeld over de vier grote omroepen (AVRO, VARA, NCRV en KRO). Daarnaast werd er zendtijd gereserveerd voor een algemeen programma (beurtelings verzorgd door vier grote omroepen). De overige zendtijd was voor kleinere organisaties (waaronder de VPRO).

### Tweede Wereldoorlog
Tijdens de Tweede Wereldoorlog voerde de Duitse bezetter het luistergeld in. Door de Nederlandse regering werd (vanuit Londen) de zendtijd ter beschikking gesteld, door de Minister van Algemene Zaken, aan Radio Herrijzend Nederland van het Militair Gezag. In 1946 nam de Stichting Radio Nederland in den Overgangstijd (RNO) de verzorging van de omroep op zich. De omroepverenigingen ijverden voor herstel van rechten. Verzorging van de binnenlandse omroep gebeurde weer door vooroorlogse verzuilde omroepverenigingen die een deel van de luisterbijdrage ontvingen. De financiering van omroeporganisaties kreeg een publiekrechtelijke grondslag. Het idee van één nationale omroep, afkomstig van minister Van Leeuw en minister-president Schermerhorn, werd door omroeporganisaties in de kiem gesmoord.

### Eerste televisie-uitzendingen en zendtijdverdeling
In 1951 ging de eerste officiële Nederlandse televisie-uitzending de lucht in. Er kwam een televisiebeschikking waarin werd geregeld dat er voor televisie-uitzendingen een zendmachtiging nodig was. Uitzendingen mochten de veiligheid van de Staat, de openbare orde en de goede zeden niet schaden. De Minister kon uitzendingen staken in het algemeen belang. De oorlog lag immers nog vers in het geheugen. Voor de zendtijdverdeling werd de NTS in het leven geroepen. In de eerste Televisienota werd geregeld dat de omroepverenigingen slechts binnen het samenwerkingsverband van de NTS gerechtigd waren uitzendingen te verrichten. Het Televisiebesluit van 1956 bepaalde uiteindelijk dat de NTS een eigen zendmachtiging kreeg om het gezamenlijke programma te verzorgen. In 1960 hadden de grote omroepen al tussen de vier- en vijfhonderdduizend leden.
Tussen 1960 en 1965 lag het zogenoemde gesloten bestel onder vuur omdat het radioschip Veronica en de Reclame Exploitatie Maatschappij (REM) met commerciële radio waren begonnen. Dit was mogelijk door een gat in de wet. De uitzendingen werden gedaan buiten de territoriale wateren. Toen REM begon met televisie-uitzendingen onder de naam TV Noordzee moest er iets veranderen. De politiek zat met de kwestie in de maag en het Kabinet-Marijnen kwam zelfs ten val over de problemen, zie Kabinetscrisis over het omroepbestel.

## Radio

### De start van de omroepen
In de jaren twintig van de 20e eeuw was Nederland een compleet verzuild land. Alle inwoners behoorden tot een bepaalde zuil. Buitenlandse radiozenders, uit Daventry, Brussel en Parijs waren reeds te ontvangen, Nederlandse zenders waren er echter nog niet. Vele groepen zagen de radio als een bedreiging: de geluidskwaliteit zou slecht zijn, het concertbezoek zou achteruitgaan en de grammofoonplatenverkoop zou verminderen. Vooral vanuit orthodoxe kringen waren vele bezwaren tegen de radio. De confessionele groepen zagen echter de mogelijkheden van beheersing en controle door middel van de radio. Op 24 december 1924 was de eerste uitzending van de Nederlandse Christelijke Radio Vereniging. De Katholieke Radio Omroep volgde een jaar later, op 24 november 1925. Uit vrees dat het socialistische geluid zou worden weggedrukt door de KRO en de NCRV werd eind 1925 ook de Vereniging van Arbeiders Radio Amateurs opgericht. Een vierde omroep was de Vrijzinnige Protestantse Radio Omroep. Deze was wat kleiner dan de andere drie.

### Zendtijdbesluit
Het zendtijdbesluit in 1930 maakte van de AVRO een gewone omroep, net zo belangrijk als de NCRV, de KRO en de VARA. Zij kregen ieder 20% van de totale zendtijd. De KRO en de NCRV deelden de ene zender, de AVRO en de VARA de andere. Op dit laatste besluit kwam veel protest vanuit de AVRO. Er werd een Radio-omroep Controlecommissie in het leven geroepen die de programma's van de omroepen voor uitzending beluisterde om "de veiligheid van de staat, de goede zeden en de openbare orde" te handhaven.

### Radio tijdens de Tweede Wereldoorlog
Na de bezetting door nazi-Duitsland tijdens de Tweede Wereldoorlog werden alle omroepen verboden. Ze maakten plaats voor één omroep: de Nederlandsche Omroep, die eerst de Rijksradio Omroep genoemd werd. De programma's van deze radio moesten zorgen voor behoud van de band met de luisteraar. Vanaf april 1943 moesten alle radio's ingeleverd worden, luisteren naar de Rijksradio bleef mogelijk via de Draadomroep.

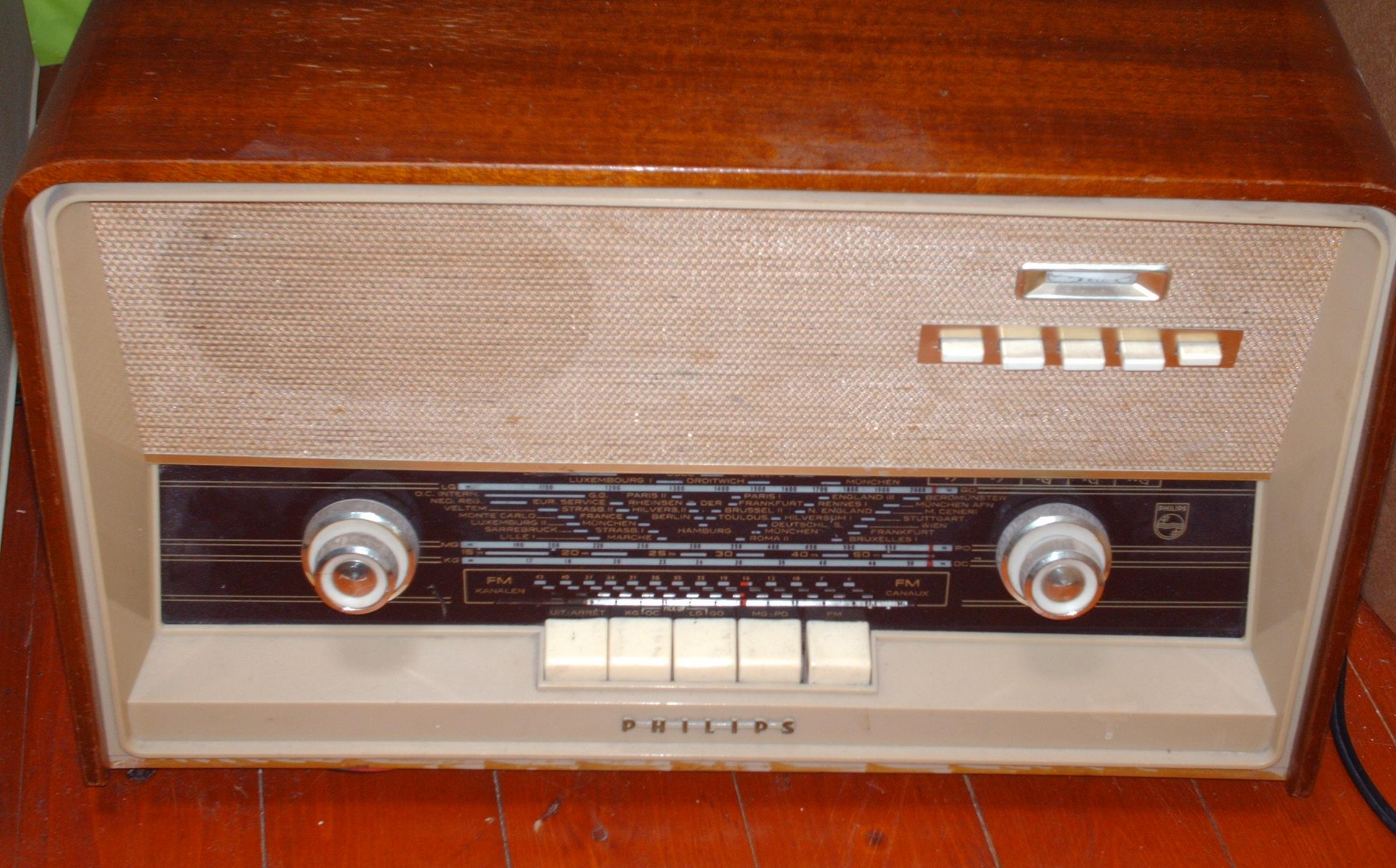
Een Philipsradio uit de jaren vijftig

Toen de oorlog in 1944 bijna voorbij leek te zijn kwamen de voorbereidingen voor de omroepen na de oorlog op gang. De Rijksradio had eigenlijk al geen rol van betekenis meer wegens het gebrek aan contact met luisteraars. Naast de bestaande omroepen wilde ook Hilversum onder de naam Herrijzend Nederland gaan uitzenden. Na de bevrijding van Hilversum ontstond een groot debat over de omroepstructuur. De omroepen wonnen de strijd, waarna ze in 1947 weer volgens het Zendtijdbesluit (1930) begonnen uit te zenden. Er waren wel een aantal wijzigingen. Zo werd de preventieve controle van programma's afgeschaft. De radio groeide uit tot een massamedium, in 1959 bezat 99% van de Nederlandse huishoudens een radiotoestel.

### De omroepen vanaf de jaren zestig
In 1965 trad er een derde zender toe tot de Nederlandse radio, een zender met ontspannende muziek. Deze ontwikkeling betekende feitelijk de omslag van radio als voorgrond- naar achtergrondmedium. In 1965 kwam deze zender als Hilversum 3 in het publieke bestel. Het aantal luisteraars van Hilversum 1 en 2 was toen al flink gedaald. Mensen luisterden meer naar muziek die ze leuk vonden, in plaats van naar de zenders van de zuil waartoe ze behoorden. Deze ontwikkeling ging samen met de ontzuiling van Nederland. In deze tijd waren ook regionale en lokale zenders ontstaan. Elke provincie had er minstens een. Vanaf de jaren tachtig zouden sommige van deze zenders veranderen in publieke omroepen.
In 1985 veranderen de zenders van naam: Hilversum 1 werd Radio 2, gericht op lichte muziek. Elke omroep kreeg hierop één dag per week zendtijd. Hilversum 2 werd Radio 1, de nieuws- en actualiteitenzender. Hilversum 3 ging verder als Radio 3, de popmuziekzender. Tegenwoordig zendt deze zender uit onder de naam 3FM.
Naast deze wijzigingen ontstonden twee nieuwe zenders: Radio 4 voor klassieke muziek en Radio 5 voor minderheden.
In 1989 ontstonden de commerciële zenders, waarna het luisteraandeel van de publieke zenders afnam. Vooral Radio 3 moest opboksen tegen alle commerciële popmuziekzenders.

## Televisie

### De start van de publieke omroepen op televisie

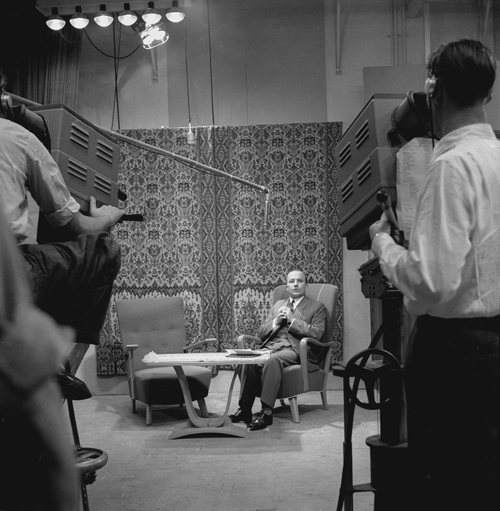
Minister Jo Cals tijdens de eerste Nederlandse televisie-uitzending. (1951)

Na experimenten van Philips werd in 1949 door de regering besloten dat er Nederlandse televisie mocht worden gemaakt. Op 2 oktober 1951 was de eerste uitzending van Nederland 1. Alle uitzendingen werden verzorgd door de NTS, een omroep die was opgericht door de NCRV, de KRO, de VARA en de AVRO. Aan het einde van dat jaar werd de Televisieraad opgericht die de uitzendingen zou controleren hoe televisie omging met de sociaal-culturele en pedagogische aspecten. Feitelijk eenzelfde soort raad zoals deze bij de Nederlandse radio enkele jaren eerder was afgeschaft.
Het Televisiebesluit wat 1 januari 1956 in werking trad zorgde voor een definitieve regeling van het omroepbestel op televisie: alle vijf de omroepen kregen zendtijd, de NTS zou gezamenlijke uitzendingen verzorgen, zoals het journaal. Ook werden kerkgenootschappen in de gelegenheid gesteld om kerkdiensten op televisie te vertonen, zij kregen 5% van de totale zendtijd.

### Ontzuiling en onenigheid
De omroepen brachten elk maatschappelijke en culturele ontplooiing. Allen probeerden programma's te maken om hun eigen achterban te behouden en te vergroten. Juist de televisie zorgde er echter voor dat de ontzuiling in werking trad. Doordat alle omroepen te ontvangen waren en het aanbod beperkt bleef tot één zender (vanaf 1964 twee) keek het volk ook naar uitzendingen van andere omroepen/zuilen.

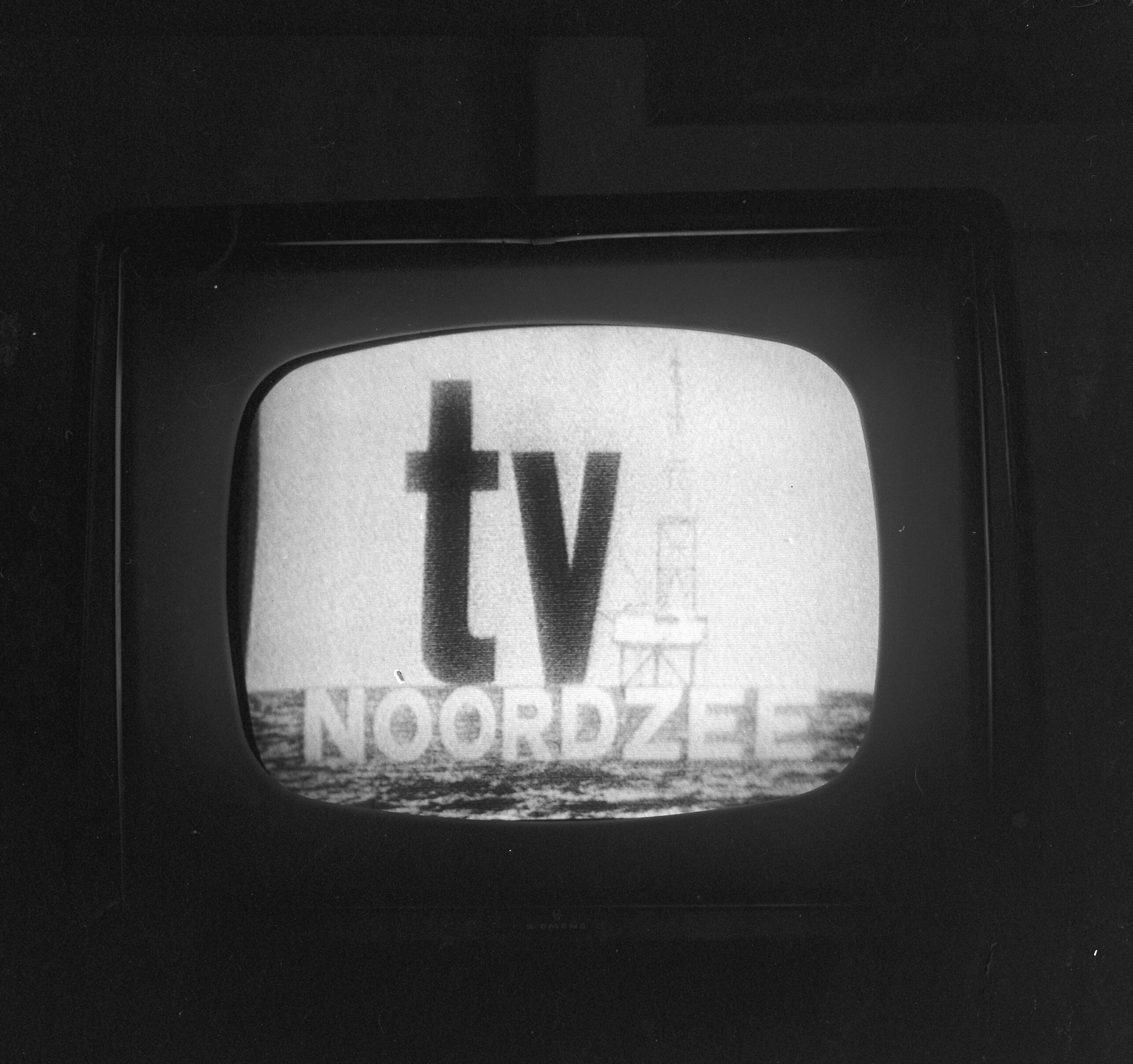
TV Noordzee. (1964)

Over het omroepbestel was veel onenigheid in de Tweede Kamer. Het kabinet-Marijnen had bepaald dat er een tweede tv-net zou komen. De vraag was wie daar mochten gaan uitzenden en wie niet. Een tweede debat ging over het wel of niet toestaan van reclame. In 1964 ging de omroep TV Noordzee van start. De omroep bracht geen programma's om de achterban te behouden of vergroten, maar programma's die de mensen wilden zien. Hierdoor werd de omroep snel populair. De bestaande omroepen zagen TV Noordzee als een bedreiging, het kabinet eiste een verbod op uitzending. Het REM-eiland vanwaar de omroep uitzond werd ontmanteld. De omroep ging verder onder de naam TROS en vroeg zendtijd aan. Het kabinet weigerde, ondanks verdeeldheid, de TROS te legaliseren.
Deze verdeeldheid in het kabinet leidde snel tot de val van het kabinet. Een nieuw kabinet wist snel overeenstemming te krijgen over de omroepkwestie. Dit leidde in 1967 tot de Omroepwet.

### De Omroepwet en verder

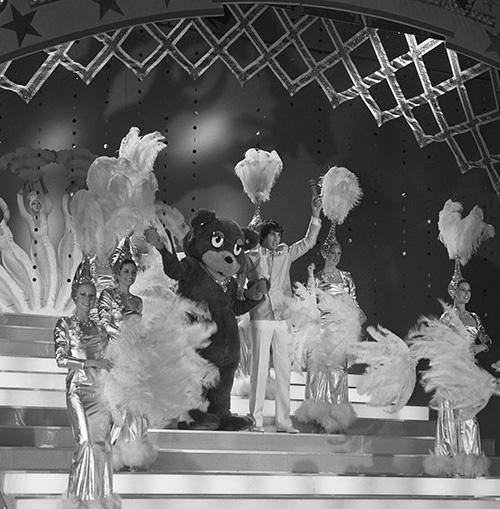
Vanwege de populariteit van de TROS (zoals De Showbizzquiz) gingen andere omroepen ook amuserende programma's maken. Dit staat bekend als vertrossing.

De omroepwet stelde de STER in, een instantie die de reclame op de twee netten zou verzorgen. De NTS en haar broertje op de radio, de NRU werden samengevoegd en omgedoopt tot NOS. Deze organisatie maakte nog steeds de gezamenlijke uitzendingen. Ook had het de leiding over de programmacoördinatie. De NOS werd een onafhankelijk orgaan, niet langer eigendom van de omroepen. Ook werd er een regel in de wet opgesteld die stelde dat alle omroepen mochten uitzenden, mits ze aan een bepaald aantal leden voldeden. De TROS voldeed hieraan en kreeg toegang tot het publieke bestel. De hoeveelheid zendtijd was afhankelijk van het aantal leden. Door dezelfde koers te varen als TV Noordzee verkreeg de TROS snel veel populariteit. De andere omroepen zagen dit en besloten ook amusement uit te gaan zenden, aangezien dat was wat de kijkers wilden. Deze verschuiving in het aanbod op televisie wordt de vertrossing genoemd.
Een andere ingestelde regel was het instellen van copyright op de uitzendgegevens. Enkel de omroepbladen mochten de uitzendgegevens plaatsen. Het grote tijdschrift Televizier mocht dit niet meer, waardoor het dreigde te verdwijnen. Door echter te fuseren met de AVRO, konden de gegevens wel weer geplaatst worden. Alle leden van Televizier werden lid van de AVRO waardoor deze direct de grootste omroep werd en meer zendtijd kreeg. Doordat er echter meer omroepen gekomen waren (de TROS en de EO) kreeg de AVRO slechts een geringe zendtijdvermeerdering.

### Mediawet
De regering zag dat de Omroepwet begon te verouderen, mede door de toetreding van nieuwe omroepen dreigde er een tekort aan zendtijd. In 1987 zorgde de Mediawet voor een omvorming van het publieke bestel. Het belangrijkste punt hieruit was het tegenhouden van Nederlandse commerciële televisie. Daarnaast moesten de omroepen zich niet langer onderling profileren, wat in de verzuiling een belangrijke regel was. De omroepen moesten zich voortaan samen profileren als één publieke omroep, om zo de concurrentie van buitenlandse commerciële televisie aan te kunnen. In 1988 werd het derde net in gebruik genomen. Alle omroepen kregen een thuisnet, een regeling die tot 2006 stand zou houden.
De commerciële televisie was toch niet tegen te houden door de Nederlandse regering. In 1989 probeerden twee partijen, TV10 en RTL Veronique toegang te krijgen via een buitenlandse zender. Het Luxemburgse RTL won deze strijd, waarna de Nederlandse commerciële televisie een feit was. In 1992 werd commerciële televisie vanuit Nederland gelegaliseerd.

### De publieke omroep in de 21e eeuw
Vanwege de teruglopende kijkcijfers van de publieke omroep wordt in 2006 een wetsvoorstel ingediend ter vervanging van de Mediawet van 1987. Belangrijke punten in dit voorstel zijn het toegankelijker maken van de publieke omroep voor nieuwe omroepen door het verlagen van de eis van minimumaantal leden en het herstellen van de omroepkleuring, elke omroep moest weer programma's maken zoals dat gebeurde tijdens de verzuiling. Door de val van kabinet-Balkenende II op 30 juni 2006 werd dit wetsvoorstel niet aangenomen. Het kabinet-Balkenende IV trok dit voorstel in 2008 in om vervolgens met een nieuw voorstel te komen.

### Mediawet 2008
De Mediawet 2008 moest zorgen voor een betere aansluiting van de publieke omroep op de hedendaagse digitale cultuur. Het wetsvoorstel bleek minder ingrijpend dan dat van 2006 en werd aangenomen.

### Ontwikkelingen sinds 2022

Logo Ongehoord Nederland.

In 2022 traden de nieuwe omroepen omroep ZWART en Ongehoord Nederland het publieke bestel binnen. In februari 2022 begon Ongehoord Nederland met het uitzenden van het programma Ongehoord Nieuws. In dat programma kreeg vooral extreemrechts een podium en werden er veel onwaarheden en nepnieuws uitgezonden op de publieke televisie. Door deze acties kwam het debat over het publieke bestel weer onder de aandacht.
Vanwege de problematiek rondom Ongehoord Nederland werd in september 2022 de commissie Advies Publieke Omroep opgericht, met Pieter van Geel als voorzitter. In september 2023 publiceerde de commissie haar rapport Eenheid in veelzijdigheid, waarin de commissie concludeerde dat het omroepsysteem ‘niet meer aansluit bij de huidige maatschappij omdat het bestel stamde uit de tijd van de verzuiling, waar nu echter geen sprake meer van is’.
In februari 2024 publiceerde de commissie-Van Rijn het rapport Niets gezien, niets gehoord en niets gedaan, over het grensoverschrijdend gedrag binnen de publieke omroep. Ook deze commissie was van mening dat er gekeken moest worden naar het eventuele hervormen van het bestel, omdat door de concurrentiestrijd tussen de omroepen de onveilige werksfeer alleen versterkt wordt.
Tijdens de kabinetsformatie van 2024 lag de publieke omroep onder vuur. De formerende partijen PVV, VVD, NSC en BBB wilde namelijk de publieke omroep grondig hervormen. De partijen verschilden wel van mening. Zo stelde NSC voor NPO 3 te verwijderen en was de BBB juist een voorstander van een BBC-model. Toen het kabinet-Schoof haar regeerprogramma presenteerde, reageerde de NPO opgelucht. In het regeerprogramma werd beschreven dat de publieke omroep zich moet richten op een breed, betrouwbaar aanbod dat alle lagen van de samenleving bereikt. Daarnaast bevestigde de regering de noodzaak van hervormingen binnen de NPO.
Op 4 april 2025 maakte minister Eppo Bruins zijn plannen bekend voor het hervormen van de publieke omroep. Zo moeten omroepen met een gemeenschappelijk profiel samen gaan werken in 'omroephuizen', om zo het aantal omroepen te laten dalen. Daarnaast blijft de NOS bestaan, maar wordt de NTR opgeheven. Ook zal het omroepbestel gesloten worden voor nieuwkomers. De reacties op Bruins' plannen waren gemengd. Over het algemeen zijn de omroepen voor het plan van de 'omroephuizen', maar er was wel verontwaardiging over het plan om de NTR te saneren. NTR-directeur Lucas Goes zei in een reactie boos te zijn over het plan van de minister.